# テル・ベイダル
座標: 北緯36度44分16秒 東経40度35分13秒 / 北緯36.73778度 東経40.58694度

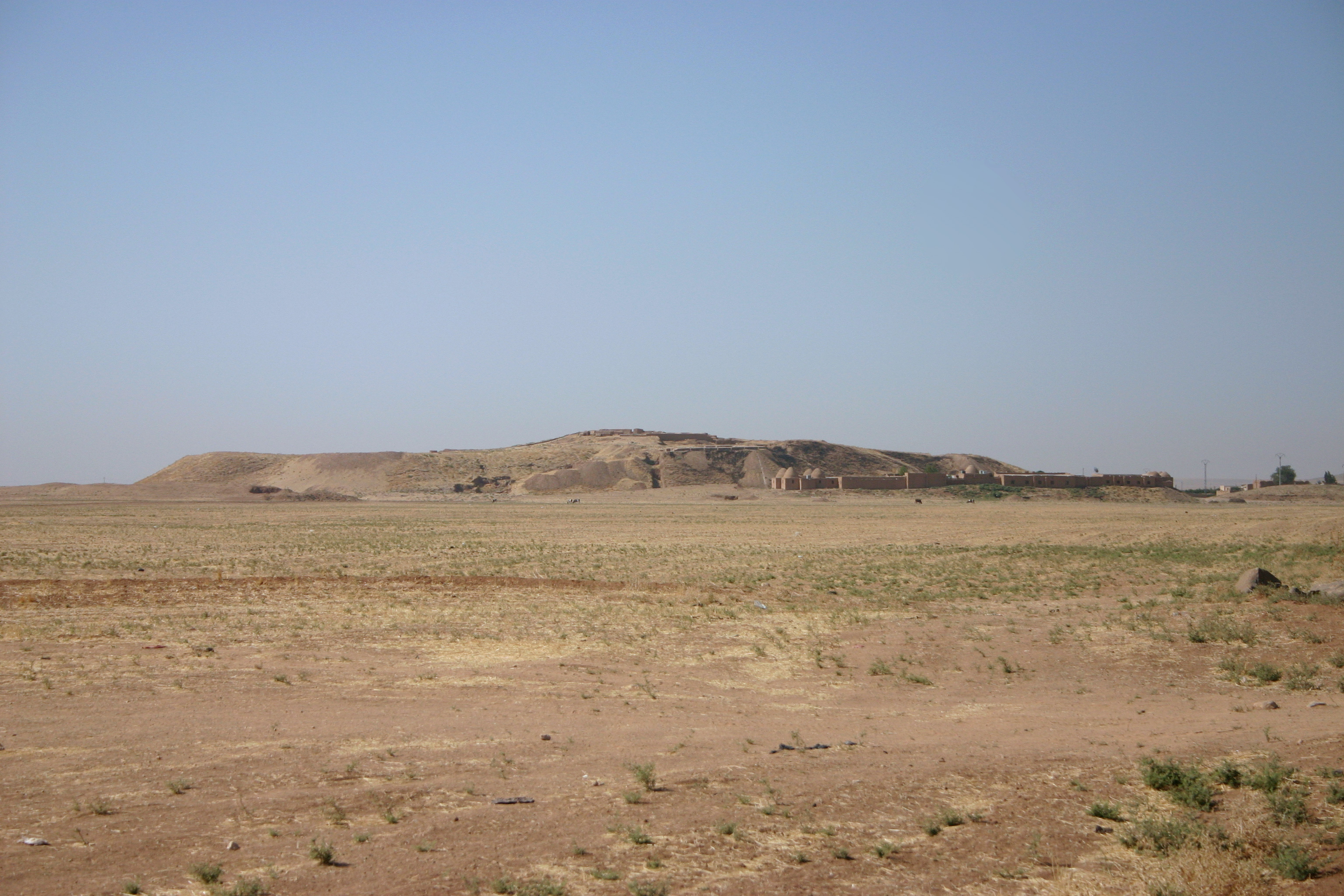
テル・ベイダルの遺丘。北から望む

テル・ベイダル（Tell Beydar）は現在のシリア北東部ジャジーラ地方のハサカ県にある考古遺跡。古代にはナバダ（Nabada）と呼ばれた。

## ナバダの歴史
ナバダは紀元前2600年ごろのシュメール初期王朝時代に人が住んだとみられる。紀元前2500年ごろまでにこの場所に中規模の都市国家が建設された。当時のナバダはナガル（現在のテル・ブラク遺跡）を中心とする王国の支配下に置かれた、この地方の中心都市だったとみられる。メソポタミア北部がアッカドに征服されると、ナバダはアッカド帝国の前哨都市となった。その後ナバダは放棄されたが、紀元前1400年ごろにはフルリ人が住み、さらに新アッシリア王国やヘレニズム期にも人の居住があった。

## 遺跡
テル・ベイダル遺跡の中心部分は25ヘクタールほどの面積となる。さらに、遺丘（テル）のふもとには、後世のフルリ人の時代や新アッシリアの時代に作られた町の遺跡が50ヘクタールにわたって広がる。遺丘の上には、ヘレニズム期の町の跡もある。
テル・ベイダルは1992年よりシリア文化省考古総局（Directorate-General of Antiquities
and Museums）とヨーロッパ上メソポタミア研究センター（European Centre for Upper Mesopotamian Studies）の合同調査により発掘されている
。さらにシカゴ大学オリエント研究所を含む様々な機関が発掘に参加している。
発掘では建物跡や陶器などが出土しているが、サルゴン王以前の時代（pre-sargonic period、紀元前2700年から紀元前2350年まで）に遡るとみられる、初期の楔形文字が刻まれた216枚の粘土板も見つかっている。これらの粘土板はほとんどが農業に関する記録であるが、テル・ブラク遺跡の粘土板と同時期のものもある。使われている言語はセム系のアッカド語で、言及されている人名もセム系のものである。

## 関連文献
- Peter M. M. G. Akkermans, Glenn M. Schwartz, The Archaeology of Syria: From Complex Hunter-Gatherers to Early Urban Societies (c.16,000-300 BC), Cambridge University Press, 2004, ISBN 0521796660
- F. Ismail, W. Sallaberger, P. Talon, K. Van Lerberghe, Administrative Documents from Tell Beydar, Seasons 1993-1995, Brepols Publishers, 1997, ISBN 2503505392
- L. Milano, W. Sallaberger, P. Talon, K. Van Lerberghe, Third Millennium Cuneiform Texts from Tell Beydar, Seasons 1996-2002, Brepols Publishers, 2004, ISBN 2503515428